# Csécsei Béla
Csécsei Béla (Budapest, 1952. október 12. – Budapest, 2012. december 31.) magyar pedagógus, politikus, Budapest VIII. kerületének (Józsefváros) polgármestere 1993 és 2009 között.

## Életrajza
Felsőfokú tanulmányait a Budapesti Tanítóképző Főiskolán, az ELTE Bölcsészettudományi Karán és az Amszterdami Egyetemen folytatta, ahol pedagógusi képesítést szerzett. 1978 és 1983 között tanító a VIII., majd a IV. kerületben. 1983-tól 1991-ig az Országos Pedagógiai Intézet, valamint a Továbbképzési és Tanácsadói Központ munkatársa, ezután polgármesterré választásáig a József Attila Általános Iskola igazgatója.
1989-ben lépett be az SZDSZ-be, melynek színeiben 1990-től önkormányzati képviselő a Józsefvárosban, 1993. február 2-ától pedig a kerület polgármestere. Nevéhez fűződik az egész kerületre kiterjedő térfigyelőkamera-rendszer kiépítése, aminek következményeként a prostitúció és az utcai bűnözés jelentősen visszaszorult. Vezetése alatt indult el a kerületben az átfogó városrehabilitációs program, ami hozzájárult a kerület korábbi rossz hírének jelentős javításához.
1995 januárjától póttagként dolgozott az Európai Unió Régiók Bizottságában.
Neve szóba került a Hunvald Györgyhöz és köréhez fűződő erzsébetvárosi (VII. kerület) ingatlanügyek kapcsán is, amivel összefüggésben több józsefvárosi ingatlan eladásával kapcsolatban is vizsgálódnak a hatóságok.
Csécsei 2009 nyarán Retkes Attila pártelnökké választása miatt kilépett az SZDSZ-ből és júliustól függetlenként politizált tovább. 2009. szeptember 2-án megromlott egészségügyi állapotára hivatkozva (2008 októbere óta volt betegállományban, amikor eltörte egyik lábát és nem tudott felépülni) lemondott polgármesteri tisztségéről, emiatt pedig a Régiók Bizottságában betöltött póttagsága is megszűnt.